# Lebogang Phiri
Lebogang Phiri (Johannesburgo, 9 de noviembre de 1994) es un ex-futbolista sudafricano que juega en la demarcación de centrocampista para el En Avant Guingamp de la Ligue 2.

## Selección nacional
Tras jugar con la selección de fútbol sub-23 de Sudáfrica, finalmente hizo su debut con la selección absoluta el 25 de marzo de 2015 en un encuentro amistoso contra Suazilandia que finalizó con un resultado de 1-3 a favor del combinado sudafricano tras el gol de Felix Badenhorst para Suazilandia, y de Thulani Hlatshwayo, Mandla Masango y Thabo Mnyamane para Sudáfrica.

## Clubes
| Club                 | País      | Año       | Partidos | Goles |
| -------------------- | --------- | --------- | -------- | ----- |
| Brøndby IF           | Dinamarca | 2013-2017 | 145      | 9     |
| En Avant Guingamp    | Francia   | 2017-2021 | 88       | 1     |
| Çaykur Rizespor      | Turquía   | 2021-2022 | 17       | 0     |
| Paris FC (cedido)    | Francia   | 2022-2023 | 19       | 0     |
| En Avant Guingamp II | Francia   | 2024      | 2        | 1     |
| En Avant Guingamp    | Francia   | 2024-     | 27       | 0     |